# Ценхер
Ценхер (монг. Цэнхэр) – сомон Архангайського аймаку Монголії. Територія 3,2 тис. км², населення 5,6 тис. чол.. Центр селище Алтан овоо. Знаходиться на відстані 29 км від Цецерлега, 424 км від Улан-Батора. Школа, лікарня, будинок відпочинку, сфера обслуговування

## Рельєф

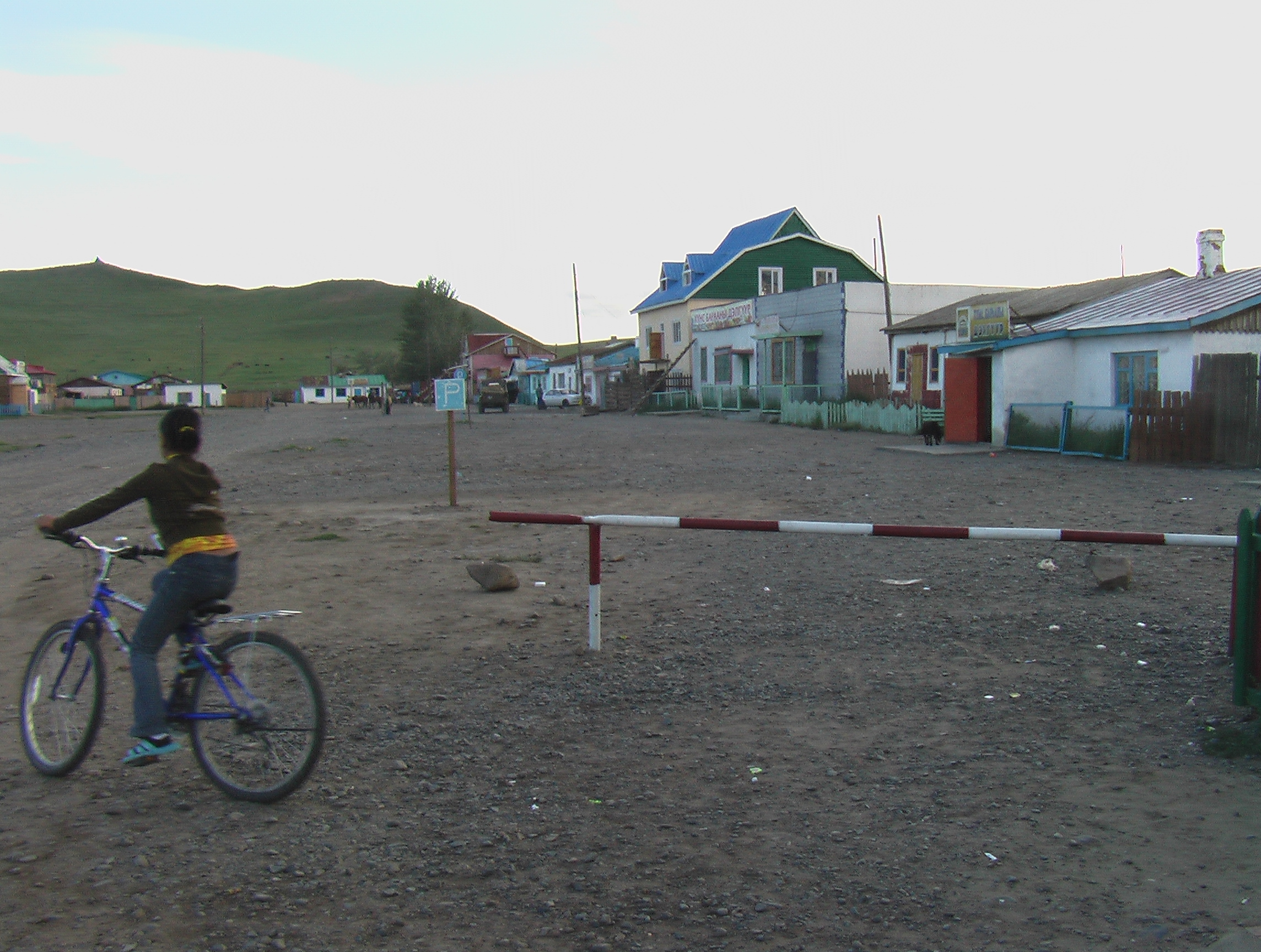

У південній частини хребти Хангаю, гори Суварга Хайрхан (3180 м), Тувхунхан (3100 м), Баян, Тамч, Ямбалаг, Могой, в північній частині річки Тамир, Ценхер та їх притоки, маленькі озера, гарячі та холодні мінеральні води.

## Корисні копалини
Залізна руда, дорогоцінні камені, вольфрам, будівельна сировина.

## Клімат
Різкоконтинентальний клімат, середня температура -20-22 градусів, липня + 12-20 градусів, протягом року в середньому випадає 300—400 мм опадів.

## Тваринний світ
Водяться лисиці, вовки, манули, козулі, архари, дикі кози, бабаки.

## Межі сомону
Сомон межує з такими сомонами аймаку Архангай: Булган, Ерденебулган, Батценгел, Тувшруулех, Хотонт. На південному сході межує з аймаком Уверхангай, на півдні – з аймаком Баянхонгор.